# Porto Velho Air Force Base
Porto Velho Air Force Base är en flygbas i Brasilien.   Den ligger i kommunen Porto Velho och delstaten Rondônia, i den västra delen av landet, 1 900 km väster om huvudstaden Brasília. Porto Velho Air Force Base ligger 89 meter över havet.
Terrängen runt Porto Velho Air Force Base är platt. Runt Porto Velho Air Force Base är det ganska glesbefolkat, med 38 invånare per kvadratkilometer.. Närmaste större samhälle är Porto Velho, 5,4 km söder om Porto Velho Air Force Base.
Runt Porto Velho Air Force Base är det i huvudsak tätbebyggt.